# Nationalstraße 49 (Belgien)
Die N49 ist eine belgische Nationalstraße, die von Assenede vorbei an Maldegem bis nach Knokke-Heist verläuft. Zwischen Antwerpen und Assenede verläuft die N49 als neue A11. Der Abschnitt zwischen Assenede und Knokke-Heist soll in Kürze auch zur A11 umgebaut werden. Die Straße ist ein Teil der Europastraße 34.